# DVB-H
DVB-H (Digital Video Broadcasting Handheld) és una plataforma de difusió de dades IP orientada a terminals portàtils de TV mòbil, com a estàndard obert de radiodifusió digital de televisió (DVB).
La tecnologia DVB-H combina la compressió de vídeo i el sistema de transmissió de DVB-T, estàndard utilitzat per rebre la Televisió Digital Terrestre en ginys portàtils alimentats amb bateries. DVB-H és una adaptació de DVB-T orientada a terminals portàtils. Ha estat impulsat per Nokia i Motorola, com un estàndard per a la Unió Europea. Els Estats membres han de donar suport a aquest format en els serveis de TV mòbil. El major competidor per aquest estàndard és la tecnologia de radiodifusió multimèdia digital (DMB).

## Característiques del sistema
Les necessitats comercials del sistema es van determinar pel Projecte DVB el 2002: 
- DVB-H ofereix els serveis d'emissió per a l'ús de portàtils i mòbils, incloent-hi àudio i vídeo streaming amb qualitat acceptable. Les taxes de dades aconseguides per aquest propòsit, prevista d'uns 10 Mbps per canal, són bastant factibles. Els canals de transmissió en la seva majoria estaran a la banda UHF. Alternativament es pot utilitzar el VHF Banda III (situada entre 170-230 MHz).

- La interfície de l'usuari típica d'un terminal DVB-H de mà és molt similar a la de ràdio mòbil. Per tant, DVB-H ha de tenir una cobertura geogràfica similar. El terminal de mà pot ser: telèfons mòbils multimèdia amb pantalles a tot color, assistents digitals personals (PDA) i els tipus d'equips de PC de butxaca. Tots aquests tipus de dispositius tenen un nombre de característiques en comú: les petites dimensions, pes lleuger, i el funcionament de la bateria. Aquestes propietats són una condició prèvia per a l'ús del mòbil, però també implica diverses restriccions severes en el sistema de transmissió. Els dispositius terminals no tenen una font d'alimentació externa en la majoria dels casos i han d'operar amb una limitació de consum d'energia, optimitzant els recursos en els temps d'espera. Per a l'usuari és important el fet de no haver de recarregar constantment la bateria del terminal portàtil i és per això que s'havia de buscar una nova solució que la tecnologia DVB-T no donaba. Aquesta solució rep el nom de time-slicing. Amb aquest mecanisme s'estalvia un 90% de consum respecte al funcionament proposat per DVB-T.

- Millora de la recepció:degut al problema que planteja el fet que les dimensions de les antenes dels terminals portàtils siguin de dimensions reduïdes, el nou estàndard proposa com a solució el que s'anomena MPE-FEC (Multi Protocol Encaptulation/Forward Error Correction). Es tracta d'un sistema robust que proporciona una gran protecció contra errors. Malgrat que aquest protocol és opcional dins l'estàndard, el seu ús proporciona una notable millora en la relació portadora-soroll (C/I) i una minimització de l'efecte Doppler, un dels principals problemes als receptors mòbils.

- El mode 4k (4096 portadores) presenta un compromís entre la qualitat de recepció en moviment i la mida de la xarxa. Pel fet que DVB-H està basat en DVB-T fa possible introduir serveis DVB-H a la banda de freqüència on es troba DVB-T. Tant DVB-H com DVB-T utilitza canals d'uns 5 MHz d'amplada de banda.

- La mobilitat és un requisit addicional, el que significa que l'accés als serveis serà possible no només en gairebé tots els llocs interiors i exteriors, sinó també mentre es mou en un vehicle en velocitat.

Finalment, el nou sistema ha de ser similar a l'existent DVB-T. L'estructura de les xarxes de DVB-H i DVB-T han de ser compatibles entre si per tal de permetre la reutilització dels equips de transmissió.

## Descripció tècnica del sistema de recepció
El diagrama de blocs del sistema d'un terminal per a recepció de DVB-H, conté tota la circuiteria necessària per a la desmodulació i descodificació del senyal. El demodulador DVB-H és bàsicament un demodulador DVB-T amb la possibilitat addicional de demodulació de senyals en una mida de 4K (FFT de 4096) diferent a la DVB-T que proporciona els senyals amb una mida de 2K (FFT de 2048) i/o 8K (FFT de 8192). A més, el time-slicing proporciona un control complet sobre el receptor.

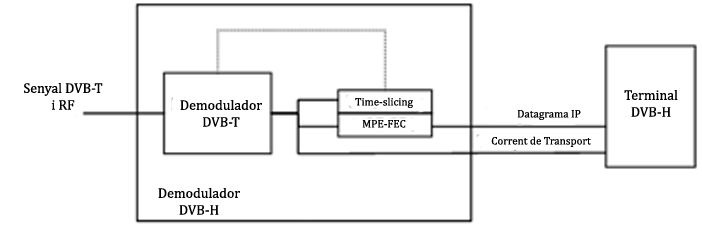
Demodulador receptor DVB-H

### Consideracions en Handover
DVB-H suporta el comportament produït pels Handover de manera molt eficient. Aquest fet es deu en gran manera als períodes de silenci generats gràcies al time-slicing. En aquests períodes de silenci el receptor pot escanejar altres freqüències per trobar la que li subministri una major potència i arribat el cas, executar el Handover. Cal destacar que la possibilitat de fer l'avaluació de freqüències alternatives en aquests períodes de silenci sense pertorbar la recepció del servei en curs, és una característica molt important de l'estàndard DVB-H.

## Paràmetres de transmissió
En la següent taula es mostren els diferents modes de transmissió amb OFDM.

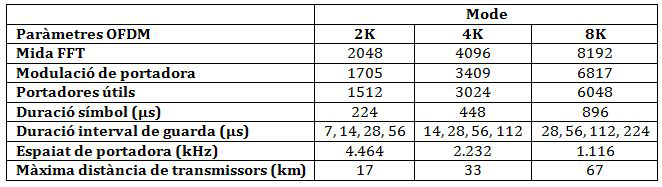
Taula transmissió OFDM

## Normalització de la DVB-H
El sistema DVB-H no s'especifica en un document únic. Es defineix per una família de diverses especificacions a causa de l'existència prèvia de les diverses especificacions DVB que requereixen modificacions: 
- L'especificació del sistema DVB-H representa el document central, fent referència a totes les altres normes necessàries. S'ha publicat com la nova norma europea EN 302 304.
- L'especificació de capa física s'ha incorporat en l'estàndard DVB-T. S'ha publicat com una nova versió d'aquesta norma que conté les millores de la capa física de DVB-H en un annex.
- Time-slicing i MPE-FEC s'han descrit en un nou capítol de l'especificació de dades DVB Broadcast. Aquest document també defineix el Multi-Protocol d'encapsulació.
- L'especificació de la senyalització DVB-H s'ha integrat en l'especificació del Servei d'Informació de DVB (SI).

L'especificació del sistema determina els elements obligatoris i opcionals. El time-slicing és obligatori per a tots els serveis DVB-H, per la qual cosa s'ha convertit en un tret característic d'ells.

## Impacte en la societat
Des del sector de fabricants de terminals receptors s'està donant suport al llançament de serveis DVB-H. Aquest fet sembla indicar que serà possible un boom comercial de la televisió en receptors portàtils durant aquest any 2006.
Per als radiodifusors, DVB-H és una evolució del servei de difusió que utilitza el mateix espectre destinat a broadcast per a difondre televisió a un nou tipus de receptors. Aquest fet obre un nou mercat, ja que els hàbits en el consum de la televisió es veuran modificats generant-se noves audiències en horaris diferents als actuals. La possibilitat que el terminal sigui un telèfon cel·lular permet generar models de servei col·laboratius entre els radiodifusors i els mateixos operadors mòbils permetent, per exemple, possibles nous ingressos basats en una quota d'accés al servei i publicitat, entre d'altres.
Per tant, DVB-H ofereix una gran oportunitat per al desenvolupament de la Sociedat de la Informació, ja que ens trobem davant la convergència de dos serveis que tenen un impacte ben bé universals: Per una banda, la televisió com a flux troncal, i per l'altre, la comunicació mòbil, no necessitant cap dels dos d'aprenentatges addicionals en el seu ús per part de l'usuari final.